# More Exotic Ways to Die
More Exotic Ways to Die is tot 2009 het laatste muziekalbum van de Britse muziekgroep Parallel or 90 Degrees. Het volgende album, vermeld in de infoxbox, zou nooit voltooid worden. De groep heeft bij de titel van dit album kennelijk een voorspellende gave gehad. Tillison en Baine komen na dit album weer in contact met leden van The Flower Kings en zo ontstond The Tangent.
Dit album lijkt voor wat betreft het geluid niet af. Po90 keerde met dit album terug naar de jaren 80 met een geluid dat veel weg heeft van The Cure uit hun beginperiode. Sommige tracks bevatten een sfeer als of ze in een badkamer zijn opgenomen. Bij alle tracks lijken een of meerdere instrumentale stemmen te ontbreken, hetgeen de muziek een zeer somber karakter geeft. Daarbij mogen de leden soms flink uitpakken. Het eindresultaat is een mengeling van Van der Graaf Generator, The Cure en Deep Purple. Een gedeelte is live opgenomen tijdens concerten in Bradford en Bakkeveen (november 2001). De studio-opnamen werden gedaan in Akkengarthdale, North Yorkshire

## Musici
- Andy Tillison – zang, orgel, synthesizers
- Sam Baine – piano, synthesizers
- Alex King – slagwerk
- Dan Watts – gitaar, synthesizers
- Ken Senior – basgitaar

## Composities
Allen van Tillison, behalve teksten van The Dream door Watts
1. More exotic ways to die
  1. Impaled on railing
  2. A man of thin air
  3. Embalmed in acid
  4. The heavy metal guillotine approach
  5. Drum one
  6. The one that sounds like tangerine dream
  7. A body in free drift (live opgenomen)
2. The dream
3. Petroleum addicts

Als extra is nog een aantal tracks via de pc af te spelen, waaronder een eerder niet verschenen studioalbum uit 1989 Running Rings en het ook niet uitgebracht Enjoy Your Own Smell uit 2001, een verzamelalbum. Deze extra's worden weergegeven als MP3-bestand. Ook is meegeperst hun versie van The Dark Side of the Moon, dat eerder verscheen onder de titel The Great Gig in the Garden.